# Kimo Leopoldo
Kimo Leopoldo (Múnich, Alemania, 4 de enero de 1968), también conocido simplemente como Kimo, es un artista marcial mixto y actor estadounidense. Hizo su debut en UFC 3 en 1994, perdiendo ante Royce Gracie por rendición. Profesional desde 1994 hasta 2011, también compitió en PRIDE Fighting Championships, Cage Rage y World Fighting Alliance.

## Primeros años
Kimo nació en Múnich de padre estadounidense de ascendencia irlandesa y polinesia, y madre alemana de ascendencia judía. Cuatro meses después de su nacimiento, su familia se mudó a Hawái. Kimo mostró aptitudes atléticas durante su crecimiento, practicando fútbol y lucha libre, y también tenía interés en el surf. Leopoldo fue un luchador dominante en la Escuela Secundaria Waianae y compitió por el equipo que ganó el Campeonato de la Asociación Atlética de la Escuela Secundaria de Hawái. Kimo también era un apoyador central muy talentoso en el fútbol y asistió a la Universidad de Washington con una beca deportiva parcial, pero no estaba preparado para la universidad y regresó a Hawái poco después.
En Huntington Beach, California, buscó renovar su carrera en el fútbol. Con el nombre de «Kim Leopold», rápidamente se convirtió en un All-American de la NJCAA y ganó el interés de muchas universidades de la División I. Sin embargo, se desgarró ambos ligamentos cruzados anteriores y su éxito solo duró hasta mediados de su segundo año. Deprimido, conoció a Joe Son y recurrió a las artes marciales mixtas después de estudiar cintas de peleas que incluyen el evento UFC 1, entre otras peleas de Royce Gracie, contra quien Kimo haría su debut más tarde.

## Carrera de artes marciales mixtas
En UFC 3, siendo anunciado como un luchador de taekwondo, Kimo debutó en su primera pelea en AMM contra el campeón defensor de UFC 1 y UFC 2, Royce Gracie, en cuartos de final. Aunque Gracie trató de derribarlo a toda costa, Kimo se mantuvo firme e incluso logró tomar su espalda en un movimiento fallido. Royce lo invirtió y lo montó, pero solo brevemente, mientras Kimo volteaba a Gracie y asestaba múltiples cabezazos a través de su guardia. El luchador brasileño agarró la cola de caballo de Kimo en un intento por obtener la ventaja, pero eso no impidió que Kimo volviera a tomar su espalda de pie. Finalmente, Royce lo tiró hacia abajo y agarró un brazo, logrando que Leopoldo se rindiera. A pesar de que Kimo perdió, Royce no pudo continuar y tuvo que rendirse, una vez dentro del octágono, antes de empezar su combate contra Harold Howard. Kimo y su esquinero Joe Son protagonizaron un momento polémico esa misma noche, cuando saltaron a la jaula tras la derrota de Royce y empezaron a celebrar entre los cánticos del público.
Después de tres victorias consecutivas en Japón, incluida una clara victoria sobre el finalista de UFC 2, Patrick Smith, Kimo regresó a UFC 8 y luchó contra el campeón de UFC, Ken Shamrock, en una pelea por el título de UFC Superfight Championship, pero perdió la pelea por rendición debido a una kneebar.
Kimo posteriormente peleó en UFC Ultimate Ultimate 1996. Ganó su primera pelea contra el finalista de UFC 7 Paul Varelans, sin embargo se retiró del torneo después de la victoria debido al agotamiento.
Kimo viajó a Japón y luchó contra el ex tres veces campeón de UFC Dan Severn en el primer torneo de Pride Fighting Championships. Una contienda controvertida, se llevó a cabo principalmente de pie con ambos luchadores anulando la capacidad de golpear del otro. Al final de la competencia, Severn intentó derribar a Kimo, sin embargo, no pudo porque Kimo se aferró a las cuerdas. En el minuto 29, Severn consiguió un derribo, sin embargo, fue demasiado poco y demasiado tarde, y el encuentro terminó en empate. Al sonar la campana final, el comentarista Stephen «The Fight Professor» Quadros dijo que «lo mejor de esta pelea es la apariencia de Dan Severn posterior a la pelea», y en respuesta a los abucheos atípicos de la multitud japonesa, dijo que «están abucheando porque están aliviados de que haya terminado».
Kimo regresó para UFC 16 y luchó contra el mejor luchador japonés de ese momento, Tsuyoshi Kohsaka. Kimo comenzó la contienda agresivamente, asegurando un fuerte derribo y controlando a Kohsaka durante los primeros seis minutos y medio. Luego, Kimo comenzó a fatigarse y Kohsaka se aprovechó, reiniciando la pelea, antes de conectar un fuerte golpe de derecha en la cara de Kimo. Claramente aturdido por el golpe, el impulso inmediatamente cambió a favor de Kohsaka. Aunque Kimo aguantó el resto de la pelea, Kohsaka ganó por decisión unánime, superando a Kimo en golpes, agarre y control del octágono.
Después de un descanso de cuatro años de las artes marciales mixtas, Kimo ganó una pelea de calentamiento contra Tim Lajcik en la WFA en 2002. Luego regresó nuevamente a UFC en UFC 43, donde derrotó rápidamente a David «Tank» Abbott por estrangulamiento. Kimo pasó a pelear en el evento principal de UFC 48, donde luchó contra Ken Shamrock en una revancha, en donde Kimo fue noqueado en el primer asalto con un rodillazo a la cabeza. Después de la pelea, Kimo dio positivo por el esteroide estanozolol, también conocido como Winstrol, entre otras drogas. Fue suspendido por seis meses y multado con cinco mil dólares por la Comisión Atlética del Estado de Nevada.
Kimo iba a pelear contra Bas Rutten en WFA: King of the Streets el 22 de julio de 2006; sin embargo, la Comisión Atlética del Estado de California lo obligó a abandonar la cartelera, luego de dar positivo por estanozolol una vez más.
En sus dos peleas más recientes, Kimo perdió ante Dave Legeno por rendición, y después perdió ante Wes Sims por nocaut técnico.

## Carrera de kickboxing
Kimo hizo su debut en kickboxing el 3 de marzo de 1995 en el evento K-1 Grand Prix '95 Opening Battle en Tokio, donde luchó contra el ex campeón mundial Masaaki Satake por la oportunidad de competir en el torneo K-1 Grand Prix '95. Kimo comenzó agresivamente, manteniendo a su oponente a la defensiva con poderosos ganchos. Se cansó a medida que avanzaba el tiempo, lo que permitió a Satake devolver el golpe con patadas en la cabeza y el cuerpo. En el segundo asalto, Satake anotó tres caídas sobre Kimo y, por lo tanto, obtuvo una victoria por nocaut técnico.
Leopoldo volvió a competir ocho años después en el evento K-1 World Grand Prix 2003 in Las Vegas II. Se enfrentó al peso superpesado en ascenso Bob Sapp en lo que resultó ser una pelea polémica. Cuando Sapp se adelantó con golpes y rodillazos, Kimo se defendió contraatacando con ganchos, y los dos peleadores intercambiaron caídas en el primer asalto. Sapp demostró ser más dominante en el siguiente asalto, superando al veterano de la UFC antes de noquearlo con un golpe de conejo. A pesar de la derrota de Kimo, la multitud de Las Vegas vitoreó su nombre y abucheó a Sapp después. El árbitro Nobuaki Kakuda enfrentó críticas por no penalizar la falta flagrante de Sapp y por permitir que Sapp se recuperara después de no responder a la campana para el segundo asalto.
Peleando su último combate de kickboxing hasta la fecha en K-1 Burning 2004, Kimo tuvo una derrota por nocaut ante el ex campeón de boxeo amateur Hiromi Amada. Su récord en kickboxing es de 0-3.

## Actuación
Leopoldo trabaja desde 1996 como actor en producciones independientes. Protagonizó el episodio de Femme Fatales «Family Business», la 
película producida directamente para video RIOT: The Movie, y las películas The Process, The Dog Problem, In the Closet, Bullet y Avengers Grimm.

## Vida personal
En febrero de 2009 Leopoldo fue arrestado en Tustin, California, por posesión de una sustancia controlada. En el informe policial, Leopoldo estaba parado junto a su automóvil, con sandalias, jugando con un yo-yo y vestido con un mono del Departamento de Policía de Long Beach, los que solo pueden usar los mecánicos de la piscina de automóviles.
Varios medios de comunicación informaron que Leopoldo había muerto por complicaciones de un ataque al corazón a los 41 años. Kevin Iole, de Yahoo Sports, informó en su Twitter que el publicista de Leopoldo refutó los informes de que Leopoldo estaba en Costa Rica y que en cambio fue visto con vida en el condado de Orange la noche anterior. En una conferencia de prensa del 21 de julio de 2009, Leopoldo negó que alguien cercano a él haya creado el rumor, y también expresó su deseo de volver a pelear una última vez.
Kimo es conocido por sus creencias cristianas: luce muchos tatuajes religiosos, y entró a la arena en UFC 3 cargando una gran cruz sobre su espalda.

## Registro de artes marciales mixtas
| Resultado | Récord | Oponente            | Método                         | Evento                           | Fecha                    | Asalto | Tiempo | Localización                                  | Notas |
| --------- | ------ | ------------------- | ------------------------------ | -------------------------------- | ------------------------ | ------ | ------ | --------------------------------------------- | ----- |
| Derrota   | 14-4-1 | Wes Sims            | TKO (golpes)                   | Extreme Wars 5: Battlegrounds    | 6 de octubre de 2006     | 1      | 3:21   | Honolulu, Hawái, Estados Unidos               |       |
| Derrota   | 13-4-1 | Dave Legeno         | Rendición (guillotine choke)   | Cage Rage 18                     | 30 de septiembre de 2006 | 1      | 3:21   | Londres, Inglaterra, Reino Unido              |       |
| Derrota   | 12-4-1 | Ikuhisa Minowa      | Rendición (achilles lock)      | PRIDE Bushido 8                  | 17 de julio de 2005      | 1      | 3:11   | Nagoya, Japón                                 |       |
| Victoria  | 11-4-1 | Marcus Royster      | Rendición (forearm choke)      | Rumble on the Rock 7             | 7 de mayo de 2005        | 1      | 4:18   | Honolulu, Hawái, Estados Unidos               |       |
| Derrota   | 10-4-1 | Ken Shamrock        | KO (rodillazo)                 | UFC 48                           | 19 de junio de 2004      | 1      | 1:26   | Las Vegas, Nevada, Estados Unidos             |       |
| Victoria  | 10-3-1 | David «Tank» Abbott | Rendición (arm-triangle choke) | UFC 43                           | 6 de junio de 2003       | 1      | 1:59   | Las Vegas, Nevada, Estados Unidos             |       |
| Victoria  | 9-3-1  | Tim Lajcik          | TKO (dedo roto)                | WFA 2: Level 2                   | 5 de julio de 2002       | 1      | 1:55   | Las Vegas, Nevada, Estados Unidos             |       |
| Derrota   | 8-3-1  | Tsuyoshi Kohsaka    | Decisión (unánime)             | UFC 16                           | 13 de marzo de 1998      | 1      | 15:00  | Kenner, Louisiana, Estados Unidos             |       |
| Empate    | 8-2-1  | Dan Severn          | Empate                         | PRIDE 1                          | 11 de octubre de 1997    | 1      | 30:00  | Tokio, Japón                                  |       |
| Victoria  | 8-2-0  | Brian Johnston      | Rendición (forearm choke)      | Ultimate Explosion               | 16 de abril de 1997      | 1      | 1:43   | Honolulu, Hawái, Estados Unidos               |       |
| Victoria  | 7-2-0  | Paul Varelans       | TKO (detención de la esquina)  | UFC Ultimate Ultimate 1996       | 7 de diciembre de 1996   | 1      | 9:08   | Birmingham, Alabama, Estados Unidos           |       |
| Victoria  | 6-2-0  | Scott Bigelow       | Rendición (rear-naked choke)   | U-Japan                          | 17 de noviembre de 1996  | 1      | 2:15   | Japón                                         |       |
| Victoria  | 5-2-0  | Kazushi Sakuraba    | Rendición (arm-triangle choke) | Shoot Boxing - S-Cup 1996        | 14 de julio de 1996      | 1      | 4:20   | Tokio, Japón                                  |       |
| Derrota   | 4-2-0  | Ken Shamrock        | Rendición (ankle lock)         | UFC 8                            | 16 de febrero de 1996    | 1      | 4:24   | San Juan, Puerto Rico, Estados Unidos         |       |
| Victoria  | 4-1-0  | Yoshihiro Takayama  | Rendición (rear-naked choke)   | Meiji Jingu Stadium Open Air MMA | 17 de agosto de 1996     | 1      | 2:59   | Tokio, Japón                                  |       |
| Victoria  | 3-1-0  | Patrick Smith       | TKO (rendición a golpes)       | United Full Contact Federation 1 | 8 de septiembre de 1995  | 1      | 2:59   | Sapporo, Japón                                |       |
| Victoria  | 2-1-0  | Fred Floyd          | Rendición (rear-naked choke)   | United Full Contact Federation 1 | 8 de septiembre de 1995  | 1      | 0:47   | Sapporo, Japón                                |       |
| Victoria  | 1-1-0  | Patrick Smith       | TKO (rendición a golpes)       | K-1 Legend                       | 10 de diciembre de 1994  | 1      | 3:00   | Nagoya, Japón                                 |       |
| Derrota   | 0-1-0  | Royce Gracie        | Rendición (armbar)             | UFC 3                            | 9 de septiembre de 1994  | 1      | 4:40   | Charlotte, Carolina del Norte, Estados Unidos |       |

## Registro de kickboxing
| Resultado | Récord | Oponente       | Método                | Evento                            | Fecha                 | Asalto | Tiempo | Localización                      | Notas |
| --------- | ------ | -------------- | --------------------- | --------------------------------- | --------------------- | ------ | ------ | --------------------------------- | ----- |
| Derrota   | 0-3    | Hiromi Amada   | KO (gancho izquierdo) | K-1 Burning 2004                  | 15 de febrero de 2004 | 2      | 2:06   | Okinawa, Japón                    |       |
| Derrota   | 0-2    | Bob Sapp       | KO (golpe)            | K-1 World GP 2003 in Las Vegas    | 15 de agosto de 2003  | 2      | 1:11   | Las Vegas, Nevada, Estados Unidos |       |
| Derrota   | 0-1    | Masaaki Satake | TKO (tres caídas)     | K-1 Grand Prix '95 Opening Battle | 3 de marzo de 1995    | 2      | 2:27   | Tokio, Japón                      |       |